# Toulouse FC
Toulouse Football Club – francuski klub piłkarski z siedzibą w Tuluzie, założony 25 maja 1970, obecnie występujący w Ligue 1.

## Historia
20 marca 1937 założono w Tuluzie klub o nazwie Toulouse Football Club, który przez 19 sezonów występował w Première Division, wywalczając m.in. wicemistrzostwo Francji w sezonie 1954/55. W 1967 r. sprzedał on wszystkich swoich piłkarzy oraz miejsce w Division 1 paryskiemu Red Star. 25 maja 1970 został reaktywowany pod nazwą Union Sportive Toulouse, a w 1979 r. powrócił do swej pierwotnej nazwy Toulouse Football Club.

### Lista prezesów
- 1970–1977: Lilian Buzzichelli
- 1977–1978: Yves De Lagarcie
- 1978 – październik 1979: Jean-Jacques Astoux
- październik 1979 – 1981: Bernard Garrigues
- 1981 – grudzień 1985: Daniel Visentin
- grudzień 1985 – kwiecień 1992: Marcel Delsol
- kwiecień 1992 – maj 1999: André Labatut
- maj 1999 – lipiec 2001: Jacques Rubio
- od lipca 2001: Olivier Sadran

### Lista trenerów
- 1970–1971: José Farias
- 1971–1972: Pierre Dorsini
- 1972–1974: Richard Boucher
- 1974 – wrzesień 1974: Paul Orsatti
- wrzesień 1974 – 1975: Richard Boucher
- lipiec 1975 – wrzesień 1975: Jacques Sucré
- wrzesień 1975–1977: Richard Boucher
- 1977–1978: Ángel Marcos
- 1978–1979: Just Fontaine
- 1979–1983: Pierre Cahuzac
- 1983–1985: Daniel Jeandupeux
- 1985–1989: Jacques Santini
- 1989–1991: Pierre Mosca
- 1991 – wrzesień 1992: Victor Zvunka
- wrzesień 1992 – grudzień 1993: Serge Delmas
- grudzień 1993 – 1994: Jean-Luc Ruty
- 1994 – październik 1995: Rolland Courbis
- październik 1995 – 1997: Alain Giresse
- 1997 – grudzień 1997: Guy Lacombe
- grudzień 1997 – październik 2000: Alain Giresse
- październik 2000 – czerwiec 2001: Robert Nouzaret
- lipca 2001 – 2006: Erick Mombaerts
- 2006–2008: Élie Baup
- 2008–2015: Alain Casanova
- 2015–2016: Dominique Arribagé
- od 2016: Pascal Dupraz

## Osiągnięcia
- Mistrzostwa Francji (Division 1 / Ligue 1):
  - 3. miejsce: 1986/87, 2006/07
- Division 2 / Ligue 2:
  - Mistrzostwo: 1981/82, 2002/03, 2021/22[2]
  - Wicemistrzostwo: 1980/81, 1996/97

- Puchar Francji:
  - Zwycięstwo: 1956/57, 2022/23

## Skład w sezonie 2017/18
Stan na: 1 września 2017
| Nr | Poz. | Piłkarz             |
| -- | ---- | ------------------- |
| 1  | BR   | Mauro Goicoechea    |
| 2  | OB   | Kelvin Amian Adou   |
| 4  | PO   | Yannick Cahuzac     |
| 5  | OB   | Issa Diop           |
| 6  | OB   | Christopher Jullien |
| 7  | PO   | Zinédine Machach    |
| 8  | NA   | Corentin Jean       |
| 9  | NA   | Yaya Sanogo         |
| 10 | NA   | Andy Delort         |
| 11 | NA   | Ola Toivonen        |
| 12 | OB   | Issiaga Sylla       |
| 13 | OB   | Clément Michelin    |
| 14 | PO   | Jordan Sebban       |

| Nr | Poz. | Piłkarz                                          |
| -- | ---- | ------------------------------------------------ |
| 15 | NA   | Max Gradel (wypożyczony z AFC Bournemouth)       |
| 16 | BR   | Marc Vidal                                       |
| 17 | PO   | Ibrahim Sangaré                                  |
| 18 | OB   | Steven Fortès                                    |
| 19 | NA   | Somália                                          |
| 20 | OB   | Steeve Yago                                      |
| 21 | PO   | Jimmy Durmaz                                     |
| 23 | PO   | Yann Bodiger                                     |
| 25 | PO   | Giannelli Imbula (wypożyczony z Stoke City F.C.) |
| 27 | PO   | Alexis Blin                                      |
| 29 | OB   | François Moubandje                               |
| 30 | BR   | Thibault Cottes                                  |
| 40 | BR   | Alban Lafont                                     |

### Piłkarze na wypożyczeniu
| Nr | Poz. | Piłkarz                                     |
| -- | ---- | ------------------------------------------- |
| 25 | NA   | Jessy Pi (w Stade Brestois do czerwca 2018) |

| Nr | Poz. | Piłkarz |
| -- | ---- | ------- |

## Europejskie puchary
Legenda do wszystkich tabel:
- Q – runda eliminacyjna, 1/16, 1/8, 1/4, 1/2 – odpowiednia faza rozgrywek, Grupa – runda grupowa, 1r gr – pierwsza runda grupowa, 2r gr – druga runda grupowa, F – finał, R – runda, PO – play-off
- k. – rzuty karne, los. – losowanie, Dogr. – dogrywka, w. – zasada bramek strzelonych na wyjeździe

| Sezon   | Rozgrywki     | Runda   | Przeciwnik          | Dom | Wyjazd | Ogólnie     |
| ------- | ------------- | ------- | ------------------- | --- | ------ | ----------- |
| 1986/87 | Puchar UEFA   | 1R      | SSC Napoli          | 1–0 | 0–1    | 1–1, k: 3–4 |
| 1986/87 | Puchar UEFA   | 2R      | Spartak Moskwa      | 3–1 | 1–5    | 4–6         |
| 1987/88 | Puchar UEFA   | 1R      | Panionios GSS       | 5–1 | 1–0    | 6–1         |
| 1987/88 | Puchar UEFA   | 2R      | Bayer 04 Leverkusen | 1–1 | 0–1    | 1–2         |
| 2007/08 | Liga Mistrzów | 3Q      | Liverpool           | 0–1 | 0–4    | 0–5         |
| 2007/08 | Puchar UEFA   | 1R      | CSKA Sofia          | 0–0 | 1–1    | 1–1, w.     |
| 2007/08 | Puchar UEFA   | Grupa E | Bayer 04 Leverkusen |     | 0–1    | 5. miejsce  |
| 2007/08 | Puchar UEFA   | Grupa E | Sparta Praga        | 2–3 |        | 5. miejsce  |
| 2007/08 | Puchar UEFA   | Grupa E | FC Zürich           |     | 0–2    | 5. miejsce  |
| 2007/08 | Puchar UEFA   | Grupa E | Spartak Moskwa      | 2–1 |        | 5. miejsce  |
| 2009/10 | Liga Europy   | PO      | Trabzonspor         | 0–1 | 3–1    | 3–2         |
| 2009/10 | Liga Europy   | Grupa J | Club Brugge         | 2–2 | 0–1    | 3. miejsce  |
| 2009/10 | Liga Europy   | Grupa J | Szachtar Donieck    | 0–2 | 0–4    | 3. miejsce  |
| 2009/10 | Liga Europy   | Grupa J | FK Partizan         | 1–0 | 3–2    | 3. miejsce  |
| 2023/24 | Liga Europy   | Grupa E | Liverpool           | 3–2 | 1–5    | 2. miejsce  |
| 2023/24 | Liga Europy   | Grupa E | LASK Linz           | 1–0 | 2–1    | 2. miejsce  |
| 2023/24 | Liga Europy   | Grupa E | Royale Union        | 0–0 | 1–1    | 2. miejsce  |
| 2023/24 | Liga Europy   | 1/16    | SL Benfica          | 0–0 | 1–2    | 1–2         |